# Премія «Оскар» найкращому помічнику режисера
Премія «Оскар» найкращому помічника режисера — нагорода Американської академії кіномистецтва, яка присуджувалася щорічно в період з 1933 по 1937 роки. Категорія «Найкращий помічник» була скасована з 1938 року.
У перший рік нагорода присуджувалася не за конкретний фільм, а за заслуги протягом року в цілому.

## Переможці та номінанти
6-та церемонія (1934)
- Переможці:
  - Чарльз Бартон — Paramount Pictures
  - Скотт Біл — Universal
  - Чарльз Доріан — Metro-Goldwyn-Mayer
  - Фред Фокс — United Artists
  - Ґордон Голлінґшед — Warner Bros.
  - Дьюї Старкі — RKO Radio
  - Вільям Таммел — Fox Film Corporation
- Номінанти:
  - Ел Еллборн — Warner Bros.
  - Сід Брод — Paramount Pictures
  - Орвілл О. Далл — Metro-Goldwyn-Mayer
  - Персі Ікерд — Fox Film Corporation
  - Артур Джейкобсон — Paramount Pictures
  - Едвард Кіллі — RKO Radio
  - Джозеф А. МакДонаф — Universal
  - Вільям Дж. Райтер — Universal
  - Френк Шоу — Warner Bros.
  - Бен Сілві — United Artists
  - Джон Вотерс — Metro-Goldwyn-Mayer

7-ма церемонія (1935)
- Джон Вотерс — «Хай живе Вілья!»
  - Скотт Біл — «Імітація життя»
  - Каллен Тейт — «Клеопатра»

8-ма церемонія (1936)
- Клем Бошам и Пол Вінг — «Життя Бенгальської улана»
  - Джозеф Ньюман — «Девід Копперфілд»
  - Ерік Стейсі — «Знедолені»
  - Шеррі Шурдс — «Сон в літню ніч»

9-та церемонія (1937)
- Джек Салліван — «Атака легкої кавалерії»
  - Клем Бошам — «Останній з Могікан»
  - Вільям Кеннон — «Ентоні нещасний»
  - Джозеф Ньюман — «Сан-Франциско»
  - Ерік Стейсі — «Сади Аллаха»

10-та церемонія (1938)
- Роберт Вебб — «У старому Чикаго»
  - Расс Сандерс — «Життя Еміля Золя»
  - Чарльз Коулман — «Втрачений горизонт»
  - Ерік Стейсі — «Зірка народилася»
  - Гел Вокер — «Душі в море»